# 吳炳 (光緒丙戌進士)
吳炳（1857年—？），雲南永昌府保山縣（今雲南省保山縣）人，清朝政治人物、進士出身。

## 生平
光緒十一年，鄉試中舉。光緒十二年，登進士，同年五月，改翰林院庶吉士。光緒十五年四月，散館，授翰林院編修。光緒十七年，任國史館協修官。光緒二十年，任會典館詳校官、協辦翰林院事兼本衙門譔文。光緒二十一年，任會典館幫總纂官、功臣館纂修官；光緒二十三年，奏辦翰林院事兼庶常館提調官、方略館纂修官。